# The Best of Inti-Illimani
The Best of Inti-Illimani è una raccolta del gruppo musicale cileno Inti-Illimani, pubblicata nel 1994.

## Descrizione
Nel 1994 gli Inti-Illimani tornano, dopo alcuni anni di autoproduzioni, ad avere un contratto per il territorio italiano con l'etichetta discografica CGD, che ristampa la maggior parte del loro catalogo a partire dal loro esilio forzato del 1973. Contestualmente a queste riedizioni viene deciso di realizzare la loro prima antologia su CD, selezionando i loro brani più rappresentativi relativi al periodo 1973-1993,
All'interno di questa antologia è presente l'inedito El guarapo y la melcocha, per la prima volta inciso in studio dopo essere stato suonato dal vivo nel tour del 1992, come testimonia l'album dal vivo Conciertos Italia'92, e di due evergreen reincisi in studio per l'occasione, Señora chichera e Fiesta de San Benito. Gli altri brani compaiono per lo più nelle prime versioni incise in Italia, pezzi come Alturas, Lo que mas quiero o  Taita Salasaca erano infatti stati già pubblicati dal gruppo prima del 1973. Alcuni brani compaiono in versioni dal vivo, non uscite precedentemente in Italia: in particolare, Samba lando è tratta dal disco Sing to Me the Dream del 1983, mentre Sensemaya, canto para matar una culebra e Juanito Laguna remonta un barrilete erano stati inclusi in Leyenda. El mercado Testaccio e Longuita sono, ancora, presenti in nuove esecuzioni che il gruppo registrò nel 1984. Tuttavia, tra i crediti del disco non è fatto riferimento alle effettive provenienze dei brani inclusi, anche se all'interno compare una succinta discografia che non comprende i due citati dischi dal vivo, rimasti fuori dal novero di ristampe curate dalla CGD.
L'illustrazione in copertina unisce diversi elementi provenienti dalle copertine dei vari dischi pubblicati dagli Inti-Illimani sino a quel momento. Questo escamotage grafico sarà utilizzato, con diverse combinazioni, per altre antologie uscite negli anni seguenti.

## Tracce
1. Alturas (2:59) (H. Salinas) – da Viva Chile! (1973)
2. Señora chichera – 3:50 – (trad. Bolivia) nuova versione 1994
3. Run Run se fue pa'l norte – 4:38 (V. Parra) – da La Nueva Canciòn Chilena (1974)
4. Fiesta de San Benito – 3:40 – (trad. Bolivia) nuova versione 1994
5. Taita Salasaca – 2:14 – (trad. Ecuador) da Canto de pueblos andinos (1975)
6. Juanito Laguna remonta un barrilete – 4:31 (R. Cosentino, H. Lima Quintana) – da Leyenda (1990)
7. Samba lando – 4:35 (J. Seves, H. Salinas, P. Manns) – da Sing to Me the Dream (1983)
8. Polo doliente – 3:09 (J. Seves, A. Nazoa) – da Canciòn para matar una culebra (1979)
9. Lo que mas quiero – 3:05 (V. Parra, I. Parra) – da La Nueva Canciòn Chilena (1974)
10. El guarapo y la melcocha – 4:24 – (trad. Cuba) inedito 1994
11. El mercado Testaccio – 4:02 (H. Salinas) – da Imaginaciòn (1984)
12. Sensemaya, canto para matar una culebra – 3:32 (H. Salinas, N. Guillen) – da Leyenda (1990)
13. Longuita – 1:49 – (trad. Ecuador) da Imaginaciòn (1984)
14. El arado – 4:52 (V. Jara) – da Hacia la libertad (1975)
15. Mulata – 4:42 (H. Salinas, N. Guillen) – da Andadas (1993)
16. El pueblo unido jamàs serà vencido – 3:02 (S. Ortega, Quilapayun) – da La Nueva Canciòn Chilena (1974)
17. Danza di Cala Luna – 4:42 (H. Salinas) – da Imaginaciòn (1984)

## Formazione
- Max Berrú
- Jorge Coulón
- Marcelo Coulon
- Horacio Duran
- Renato Freyggang
- Horacio Salinas
- Josè Seves